# Julie Depardieu

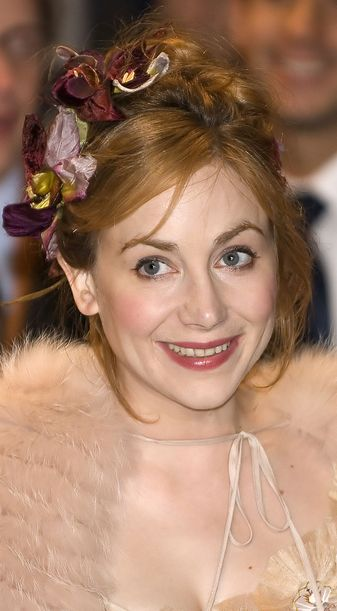
Julie Depardieu bei der 57. Berlinale im Jahr 2007

Julie Marion Depardieu (* 18. Juni 1973 in Paris, Frankreich) ist eine französische Schauspielerin.

## Leben
Julie Depardieu ist die Tochter des französischen Schauspielers Gérard Depardieu und dessen ehemaliger Ehefrau, der Schauspielerin Élisabeth Guignot. Ihr zwei Jahre älterer Bruder war der 2008 verstorbene Schauspieler Guillaume Depardieu. Sie studierte Philosophie, ehe sie 1994 an der Seite ihres Vaters in Yves Angelos Historiendrama Die Auferstehung des Colonel Chabert ihr Filmdebüt hatte. Daraufhin erschien sie regelmäßig in Film- und Fernsehproduktionen und arbeitete wiederholt mit der Regisseurin Josée Dayan zusammen. Ersten Erfolg hatte Depardieu 1998 mit der Hauptrolle in Danièle Dubroux’ Liebesdrama König, Dame, Bube, in dem sie die junge Séréna mimte, die in der französischen Provinz strandet und sich mit Heiratsgedanken trägt. Es folgten Engagements für Cédric Klapischs Science-Fiction-Film Peut-être (1999), Laetitia Massons Drama Love Me (2000) oder Pascale Baillys Liebeskomödie Unglaublich! (2001), in denen Jean-Paul Belmondo, Emmanuelle Devos, Romain Duris, Sandrine Kiberlain oder Audrey Tautou ihre Filmpartner waren.
Ihren Durchbruch als Schauspielerin hatte sie 2003 mit dem Part der Jeanne-Marie in Claude Millers romantischem Drama Die kleine Lili. Die moderne Variante von Anton Tschechows Theaterstück Die Möwe brachte ihr 2004 den wichtigsten französischen Filmpreis, den César, in den Kategorien Beste Neben- und Nachwuchsdarstellerin ein. Eine der Trophäen wurde von ihrem Vater Gérard Depardieu überreicht. An den Erfolg konnte sie ein Jahr später mit Yann Moix’ Komödie Podium anknüpfen. Darin spielte sie die genervte Ehefrau von Benoît Poelvoorde, der zwischen einer Karriere als Gesangsdouble und seiner Familie wählen muss. Weitere Auftritte absolvierte Depardieu in Jean-Pierre Jeunets mehrfach für den Oscar nominierten Antikriegsfilm Mathilde – Eine große Liebe und André Téchinés AIDS-Drama Wir waren Zeugen. 2007 folgte mit Brett Ratners Action-Komödie Rush Hour 3 ihr Debüt im englischsprachigen Kino, ehe sie 2008 für Claude Millers Un Secret einen zweiten César als Beste Nebendarstellerin erhielt.
Seit 2003 war Depardieu, die sich neben der Schauspielerei für Gartenarbeit und die Musik des Komponisten Jean-Philippe Rameau begeistert, mit dem in Frankreich bekannten, neun Jahre älteren Violinvirtuosen Laurent Korcia liiert und nach der Trennung seit 2009 mit Philippe Katerine in einer Beziehung und hat mit ihm zwei gemeinsame 2011 und 2012 geborene Söhne.

## Filmografie (Auswahl)

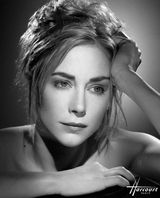
Julie Depardieu (2008)

- 1994: Die Auferstehung des Colonel Chabert (Le colonel Chabert)
- 1994: Die Maschine (La machine)
- 1998: König, Dame, Bube (L’Examen de minuit)
- 1998: Der Graf von Monte Christo (Le Comte de Monte Christo)
- 1999: Peut-être
- 2000: Zwei Frauen in Paris (Deux femmes à Paris)
- 2000: Love Me
- 2000: Les destinées sentimentales
- 2000: 30 ans
- 2000: Bis an die Grenzen (In extremis)
- 2000: Zwei Frauen in Paris (Deux femmes à Paris)
- 2001: Unglaublich (Dieu est grand, je suis toute petite)
- 2001: Veloma
- 2003. Bolondok éneke
- 2003: Schulfeinde (Le Porteur de cartable)
- 2003: Die kleine Lili (La petite Lili)
- 2004: Mathilde – Eine große Liebe (Un long dimanche de fiançailles)
- 2004: Podium
- 2004: L'oeil de l'autre
- 2005: La febbre
- 2005: Un fil à la patte
- 2005: Hotel Marysol (Le Passager)
- 2005: Sauf le respect que je vous dois
- 2006: Essaye-moi
- 2006: Du & Ich (Toi et moi)
- 2006: La mémoire des autres
- 2006: Qui m'aime me suive
- 2006: Liebe oder Zahnweh (Toothache)
- 2006: La faute à Fidel!
- 2007: Wir waren Zeugen (Les Témoins)
- 2007: Rush Hour 3
- 2007: Ein Geheimnis (Un Secret)
- 2008: Female Agents – Geheimkommando Phoenix (Les Femmes de l’ombre)
- 2009: Le bal des actrices
- 2009: La femme invisible (d'après une histoire vraie)
- 2010: Le mariage à trois
- 2010: Libre échange
- 2011: Die Kunst zu lieben (L’Art d’aimer)
- 2011: Possessions
- 2014: À la vie
- 2016: Wohne lieber ungewöhnlich (C’est quoi cette famille?!)
- 2017: Crash Test Aglaé
- 2020: Zaï Zaï Zaï

## Auszeichnungen
César

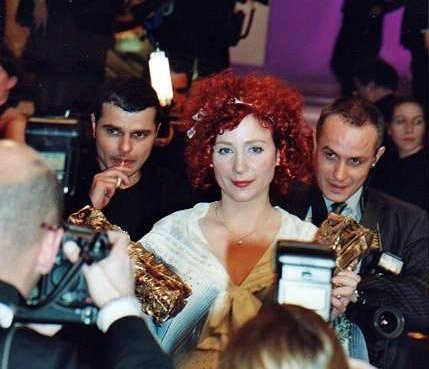
Depardieu mit ihren beiden gewonnenen Césars (2004)

- 2004: Beste Nebendarstellerin und Beste Nachwuchsdarstellerin für Die kleine Lili
- 2005: nominiert als Beste Nebendarstellerin für Podium
- 2008: Beste Nebendarstellerin für Un Secret

Prix Michel Simon
- 1999: nominiert als Beste Darstellerin für König, Dame, Bube